# カナートス

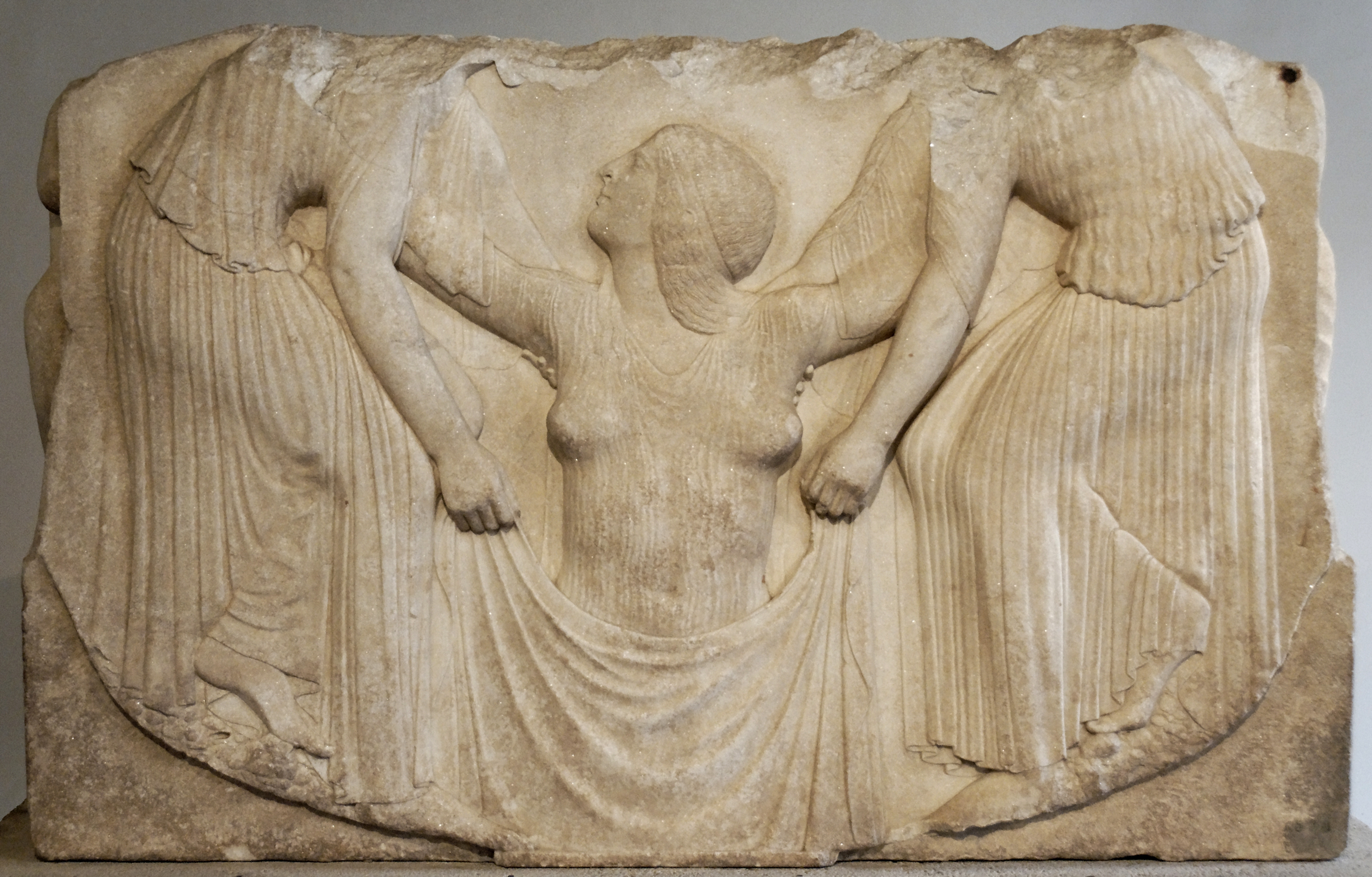
女神の沐浴を描いたルドビシの玉座（ローマ国立博物館蔵）

カナートス（Κάναθος, Kanathos）は、古代ギリシアの宗教において、女神ヘーラーが年1回自身の処女性を回復したとされる泉である。この泉は、アルゴリダ地方のナウプリアにあったとされる。
パウサニアースは「カナートスと呼ばれる泉があり、アルゴス人が言うことには、ヘーラーはそこで毎年沐浴し、それによって乙女になるが、この物語は彼らがヘーラーに対して行う儀式と関連している」と記している。儀式について秘匿するという性質から、ギリシア神話の中で、儀式について具体的に、あるいは隠さずに語ることは許されなかった。S. キャッソンはこれについて、「ルドビシの玉座」と呼ばれる彫刻に描かれた、パポスの海で沐浴し再生するアプロディーテーと共通する、あいまいな主題であることを示唆している。
サモス島では、密議において女神の儀式的な沐浴が表現された。サモスの古い木造のヘーラー像は、もとは偶像視された木の板か、クソアノンであったとされ、年に一度、海で洗う儀式が行われたが、その起源神話としてこの逸話が生じた。G. W. エルダーキンはアプロディーテーの巫女たちが行う「洗う水を運ぶ者」を意味するルートロポロス (loutrophoros) という儀式について「女神像の沐浴は、女神が自ら行った沐浴を記念し、再現する儀式である」と指摘している 。
ジェーン・エレン・ハリソンによれば、これはおそらくペラスゴイ人に起源を持つ三相のヘーラーがアルカディア地方のステュムパーロスで「一年を表す女神として彼女の中に古代ギリシアの季節の、春、夏から秋、そして冬を想起させる」乙女、妻、そして寡婦として崇められていたことを彷彿させるものである。ナウプリアでも同様に、ヘーラーは、年々若さを回復するが、他の年を司る神々と同様に、若さと処女性を取り戻すにはカナートスで沐浴しなければならなかった。『イーリアス』に見られるような高貴な母神性もまた、文学的なオリンポスの神々の完全性を強調するものである。
エレウテリオンの水はアルゴスのヘーラー神殿での沐浴の儀式に使われた。